# Courgenay JU
| JU ist das Kürzel für den Kanton Jura in der Schweiz. Es wird verwendet, um Verwechslungen mit anderen Einträgen des Namens Courgenay zu vermeiden. |

Courgenay ist eine politische Gemeinde im Distrikt Porrentruy des Kantons Jura in der Schweiz. Der frühere deutsche Name Jennsdorf wird heute nicht mehr verwendet.

## Geographie

Historisches Luftbild von Werner Friedli (1910–1996) vom 12. September 1950

Courgenay liegt auf 488 m ü. M., 4 km ostsüdöstlich des Bezirkshauptorts Porrentruy (Luftlinie). Das Haufendorf erstreckt sich in einer weiten Niederung südlich der Allaine, in der Ajoie, am Nordfuss des Kettenjuras.
Die Fläche des 18,4 km² grossen Gemeindegebiets umfasst im nördlichen Teil die Ebene, die leicht nach Norden allmählich zur Allaine abfällt. Die nordwestliche Begrenzung bildet die Höhe von Cras d'Hermont (bis 537 m ü. M.). Nach Süden reicht das Gemeindegebiet auf den Jurakamm der Lomontkette, welche die Ajoie vom Tal des Doubs trennt. Hier befindet sich mit 910 m ü. M. die höchste Erhebung der Gemeinde. Der Nordhang dieser Kette ist dicht bewaldet (unter anderem die Montagne d'Alle) und wird durch mehrere Erosionstäler untergliedert, von denen die meisten heute keine perennierenden Fliessgewässer zeigen. Die Westgrenze liegt im Trockental Combe de Secroux, ganz im Osten reicht das Gebiet bis zum Mont Terri. Das Gemeindegebiet wird durch den Pichou zur Allaine entwässert. Von der Gemeindefläche entfielen 1997 8 % auf Siedlungen, 43 % auf Wald und Gehölze und 49 % auf Landwirtschaft.
Zu Courgenay gehören der Ort Courtemautruy, 541 m ü. M., am Nordfuss der Lomontkette, sowie zahlreiche Einzelhöfe. Nachbargemeinden von Courgenay sind Porrentruy, Alle, Cornol, Clos du Doubs und Fontenais.

## Bevölkerung
Mit 2453 Einwohnern (Stand 31. Dezember 2023) gehört Courgenay zu den grossen Gemeinden des Kantons Jura. Von den Bewohnern sind 92,7 % französischsprachig, 3,7 % deutschsprachig und 1,3 % italienischsprachig (Stand 2000). In der ersten Hälfte des 20. Jahrhunderts verblieb die Bevölkerungszahl von Courgenay auf relativ konstantem Niveau. Eine deutliche Bevölkerungszunahme wurde zwischen 1950 und 1970 registriert.

## Wirtschaft
| Bevölkerungsentwicklung | Bevölkerungsentwicklung |
| Jahr                    | Einwohner               |
| ----------------------- | ----------------------- |
| 1850                    | 1.098                   |
| 1900                    | 1.568                   |
| 1910                    | 1.498                   |
| 1930                    | 1.444                   |
| 1950                    | 1.511                   |
| 1960                    | 1.666                   |
| 1970                    | 1.954                   |
| 1980                    | 2.014                   |
| 1990                    | 2.088                   |
| 2000                    | 2.062                   |
| 2022                    | 2.435                   |

Courgenay entwickelte sich in der zweiten Hälfte des 19. Jahrhunderts vom Agrar- zum Industriedorf. Wichtige Industriezweige waren anfangs die Herstellung von Uhrengehäusen, Zigarren und Trikotagen. Im Jahr 1983 wurde am Ostrand des Dorfes eine Industrie- und Gewerbezone erstellt. Heute bieten der Maschinenbau sowie feinmechanische und Automaten-Werkstätten die meisten Arbeitsplätze an. Dank der fruchtbaren Böden in der Umgebung hat die Landwirtschaft auch heute noch einen grossen Stellenwert.

## Verkehr
Die Gemeinde ist verkehrsmässig gut erschlossen. Sie liegt an der Hauptstrasse von Porrentruy über den Pass Les Rangiers nach Delémont. Östlich der Gemeinde verläuft das 1998 eröffnete Teilstück der Autobahn/Autostrasse A16 von Delémont nach Porrentruy, das sowohl an das schweizerische Nationalstrassennetz als auch an das französische Autobahnnetz angeschlossen ist. Die Ausfahrt Courgenay sowie das Nordportal des 4 km langen Mont-Terri-Tunnels liegen aber auf dem Boden von Cornol. Seit der Eröffnung hat der Durchgangsverkehr durch das Dorf wesentlich abgenommen.
Am 30. März 1877 wurde die Eisenbahnstrecke Glovelier–Porrentruy mit einem Bahnhof in Courgenay eröffnet. Südlich des Dorfes befindet sich das Nordportal des knapp 3 km langen Mont-Terri-Tunnels nach Saint-Ursanne. Ferner ist Courgenay auch durch den Postautokurs von Porrentruy nach Asuel an den öffentlichen Verkehr angebunden.

## Geschichte

Soldatenstube Courgenay im Ersten Weltkrieg

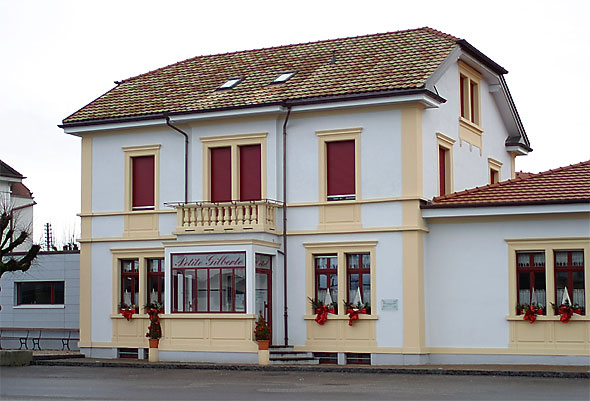
Das durch den Film Gilberte de Courgenay bekannt gewordene Hôtel de la Gare

Courgenay hat eine sehr lange Siedlungstradition. Bereits während des Neolithikums war das Gebiet bewohnt, und auch aus der Römerzeit gibt es einige Spuren. Seine erste Erwähnung findet das Dorf 1139 in einer Urkunde von Papst Innozenz II., der dem Kloster Lucelle Grundbesitz in Corgennart bestätigt. Später tauchen zahlreiche weitere Schreibweisen auf: Corginard, Corguinard, Corginay, Curgenard, Corgenne und Curgener, sowie 1291 der deutsche Name Gennisdorf, der sich später in Jennsdorf wandelte. Die Deutung des Ortsnamens ist umstritten und kann sowohl auf den burgundischen Personennamen Gennard als auch auf den germanischen Gaginhard zurückgehen.
Das Dorf gehörte den Grafen von Pfirt und kam Ende des 13. Jahrhunderts an das Fürstbistum Basel. Im Dreissigjährigen Krieg wurde es stark in Mitleidenschaft gezogen. Dieser Krieg bedeutete auch das Ende der beiden bei Courgenay gelegenen Dörfer Courtemblin und Courtary, die teilweise bereits während der Burgunderkriege verlassen und nach den Verwüstungen im Dreissigjährigen Krieg endgültig aufgegeben wurden. Vom 16. bis zum 18. Jahrhundert gehörte Courgenay zum Meieramt Alle. Während der Unruhen von 1730 bis 1740 revoltierten die Bewohner unter der Führung des aus dem Dorf stammenden Pierre Péquignat (1669–1740) gegen die fürstbischöfliche Obrigkeit. Von 1793 bis 1815 gehörte Courgenay zu Frankreich und war anfangs Teil des Département du Mont-Terrible, ab 1800 mit dem Département Haut-Rhin verbunden. Durch den Entscheid des Wiener Kongresses kam der Ort 1815 an den Kanton Bern. Seit dem 1. Januar 1979 gehört er zum damals neu gegründeten Kanton Jura.
Bekanntheit in der ganzen Schweiz erlangte Courgenay im Ersten Weltkrieg durch Gilberte de Courgenay. Sie war Wirtstochter im Hôtel de la Gare und begegnete den in der Ajoie stationierten Truppen mit besonderer Herzlichkeit und Charme. Die beiden Entlebucher Militärmusiker Robert Lustenberger und Oskar Portmann haben ihr mit dem Lied Gilberte de Courgenay ein Denkmal gesetzt. Durch den Volksliedsammler und Soldatensänger Hanns In der Gand (Pseudonym von Ladislaus Krupski) wurde das Lied und so auch Gilberte im ganzen Land bekannt.

## Sehenswürdigkeiten
- Der heutige Bau der Pfarrkirche Notre-Dame-de-l'Assomption stammt von 1854 bis 1856 und zeigt eine Mischung aus neugotischem und neuromanischem Stil.
- Im Dorf befindet sich der Megalith Pierre-Percée, ein rund 3 m hoher Monolith aus Kalkstein mit einem sogenannten Seelenloch. Er wurde vor rund 5000 Jahren aufgestellt und ist der Rest eines Dolmen vom Typ Schwörstadt.
- Der Dorfkern hat noch einige typische Bauernhäuser aus dem 18. und 19. Jahrhundert bewahrt. Östlich von Courgenay steht die Mühle von Paplemont, die 1691 erbaut wurde. Das grosse Mühlrad wurde rekonstruiert.

## Persönlichkeiten
- Bernard Varrin (* 1939), Politiker
- Pierre Voélin (* 1949), Schriftsteller
- Gilberte de Courgenay (1896–1957), eigentlich Gilberte Schneider-Montavon

## Bilder

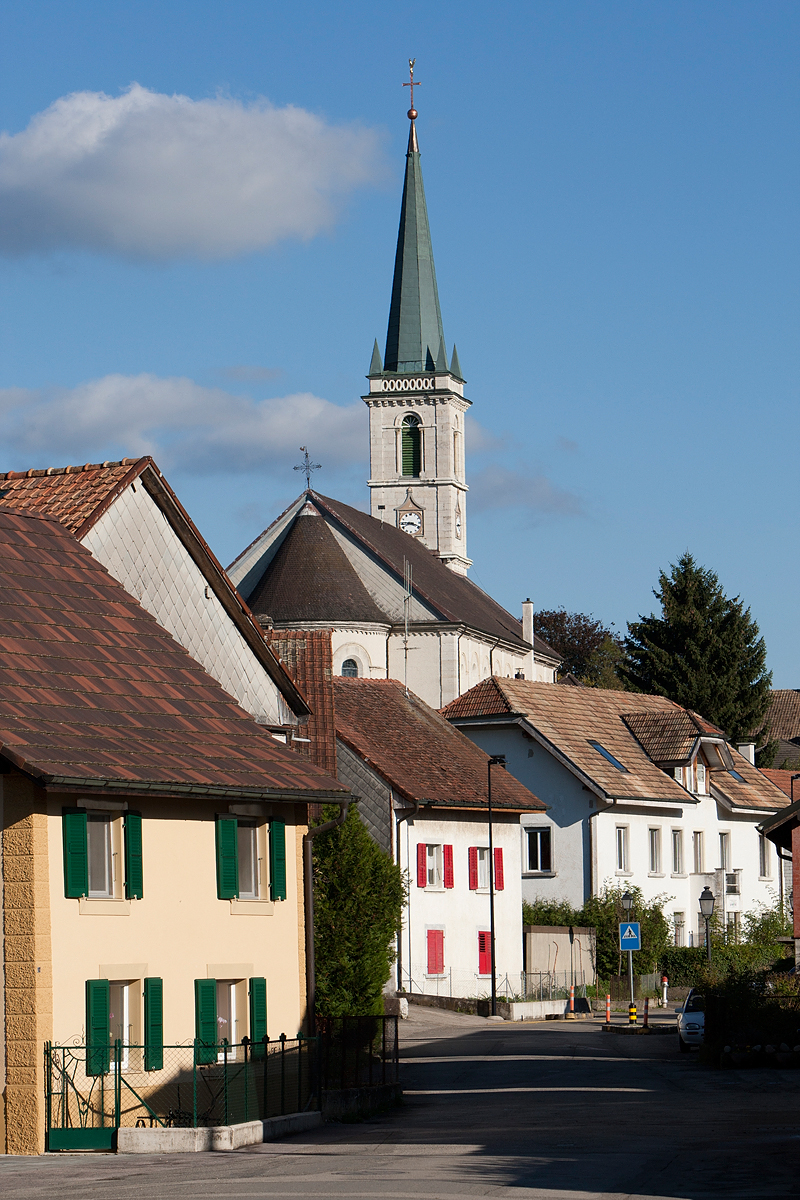
Le Bourg
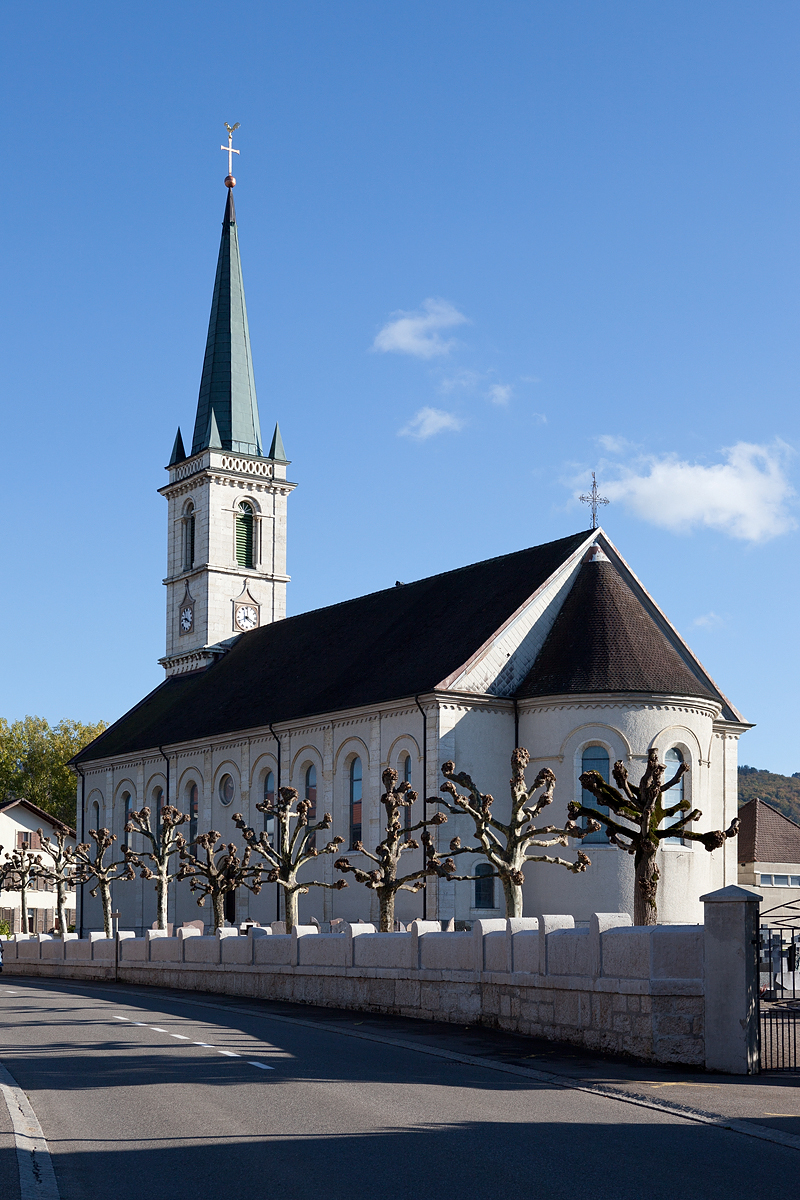
Eglise
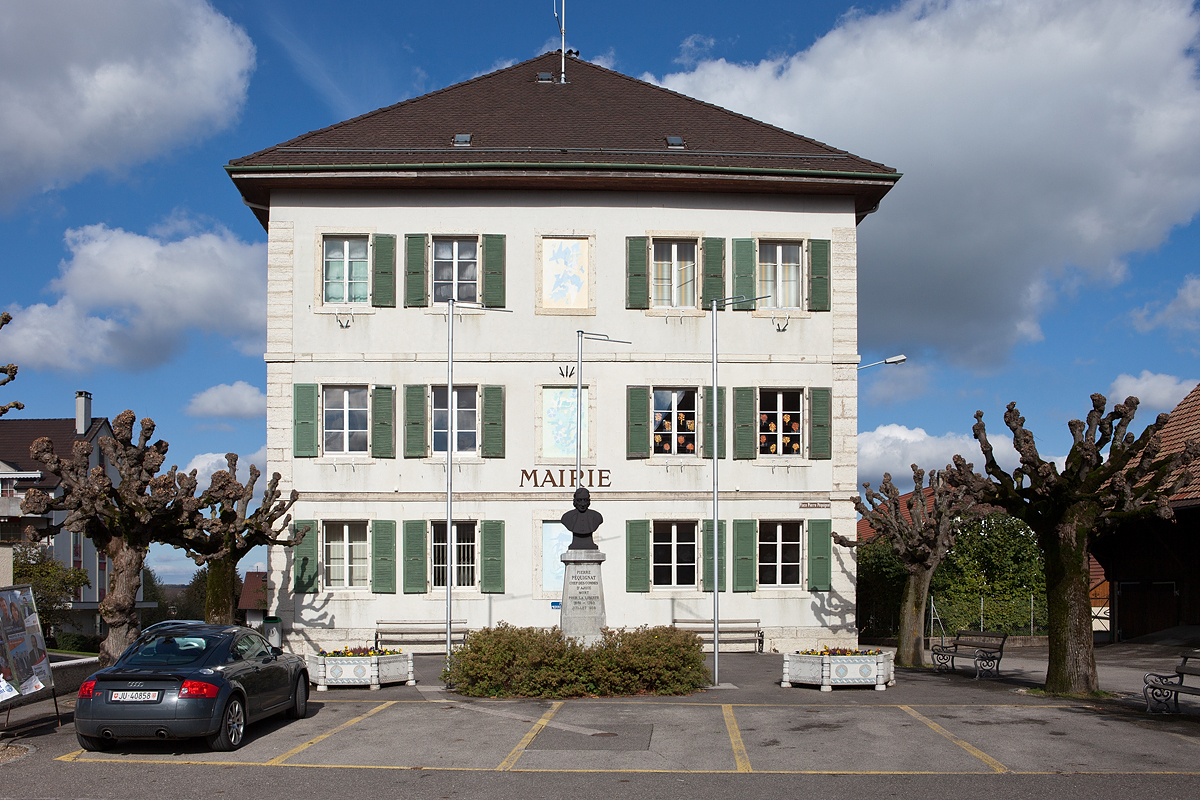
Mairie
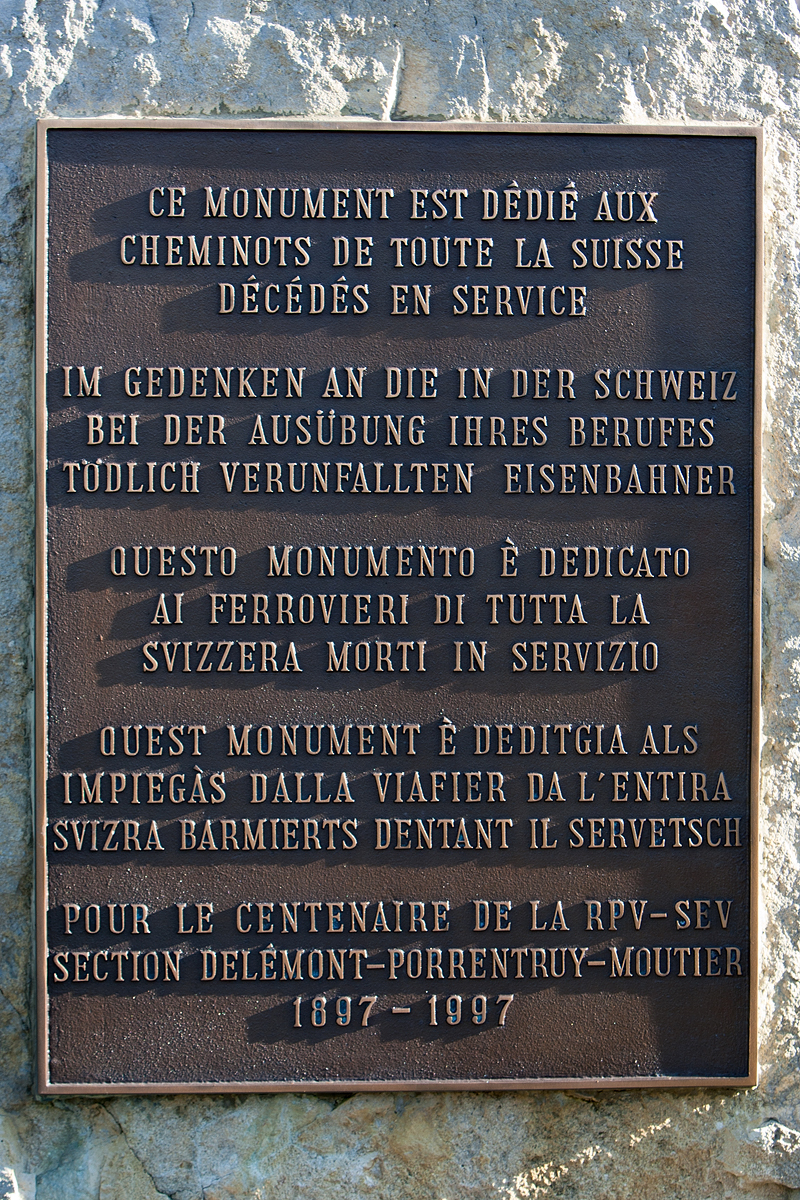
Gedenktafel Eisenbahner
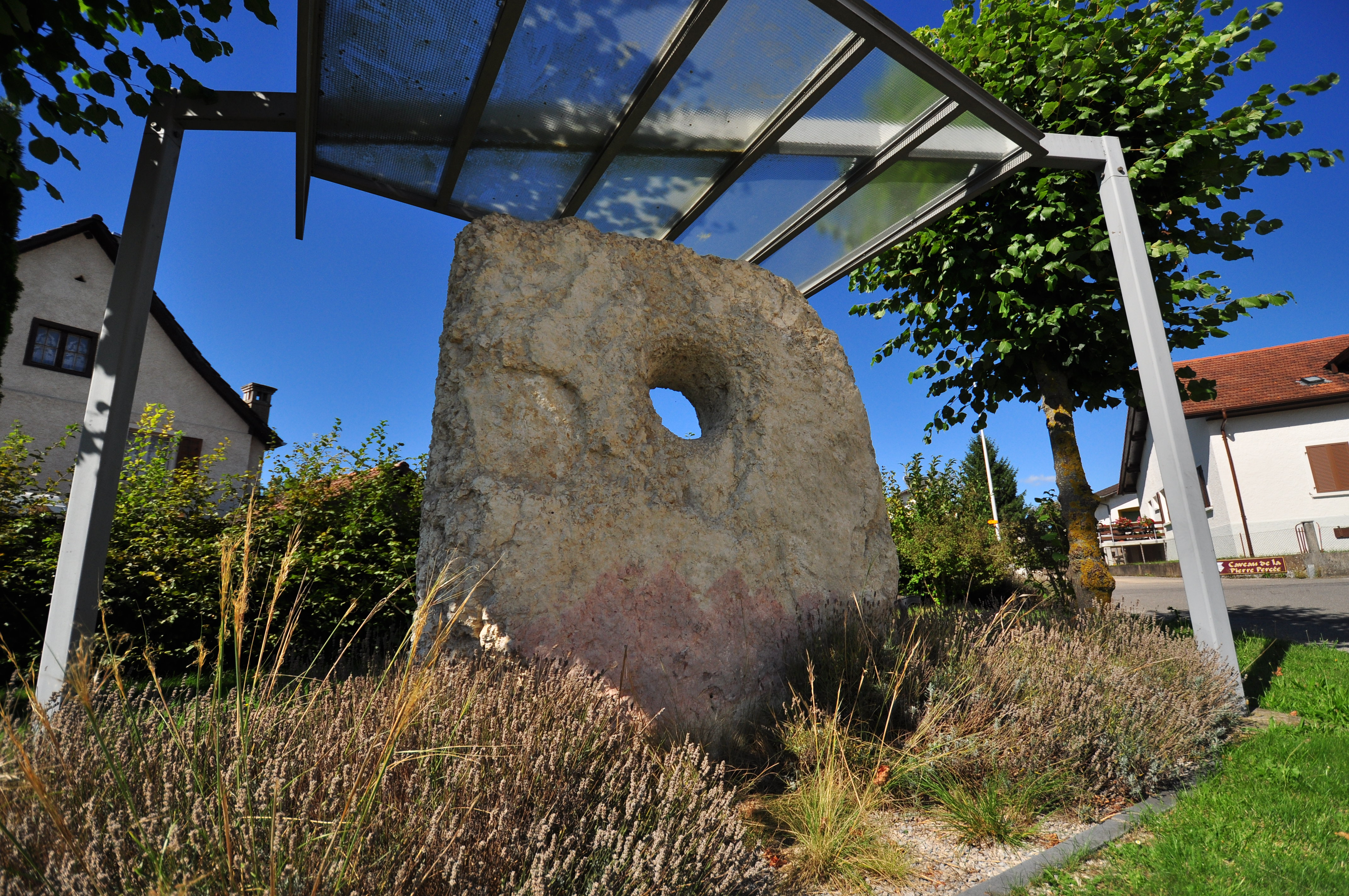
Pierre-Percée (Courgenay) mit Seelenloch